# Nervo abducente
Il nervo abducente costituisce il VI paio di nervi cranici e, con l'oculomotore e il trocleare, contribuisce al controllo della muscolatura estrinseca dell'occhio, innervando il muscolo retto laterale.
Il nervo abducente contiene inoltre un piccolo contingente di fibre sensitive somatiche che trasportano stimoli propriocettivi dal muscolo retto laterale. Nel seno cavernoso della dura madre queste fibre passano al nervo oftalmico.
Il nucleo dell'abducente contiene anche neuroni internucleari i cui assoni entrano nella costituzione del fascicolo longitudinale mediale, diretti verso il nucleo del nervo oculomotore che innerva il muscolo retto mediale.

## Decorso
Il nervo origina dal nucleo del nervo abducente del tegmento del ponte, emerge dal solco bulbopontino sopra le piramidi del bulbo e le sue fibre decorrono in avanti, in alto e lateralmente immerse nel liquido cefalorachidiano dello spazio subaracnoideo fino all'apice della rocca petrosa del temporale dove si immette nel seno cavernoso della dura madre. Posto lateralmente all'arteria carotide interna, percorre il seno cavernoso, dal quale fuoriesce per immettersi nella fessura orbitale superiore dello sfenoide, passando all'interno dell'anello tendineo comune dei muscoli dell'occhio. Nella cavità orbitale si dirige lateralmente, disponendosi poi sulla faccia mediale del muscolo retto laterale dell'occhio al quale si distribuisce.

### Canale di Dorello
Scoperto dal famoso anatomista italiano Primo Dorello, il canale di Dorello è l'orifizio cerebrale attraverso cui il nervo abducente penetra nel seno cavernoso. Questo passaggio anatomico è chiuso superiormente dal legamento petrosfenoidale (di Gruber), che raccorda l'apice della rocca petrosa dell'osso temporale con il corpo dello sfenoide; questa struttura connettivale può andare incontro a ossificazione.

### Nucleo del nervo abducente
Il nucleo del nervo abducente, coinvolto nelle stesse attività dei nuclei dei nervi oculomotore (III) e trocleare (IV), è posto nella porzione caudale del ponte, nel piano mediano, dove sporge nel pavimento del quarto ventricolo avvolto dalle fibre del nervo facciale che formano il collicolo facciale. Vista la natura del nervo abducente, il nucleo presenta solo componenti motrici somatiche.
Nel nucleo sono presenti due popolazioni neuronali di cui una innerva il muscolo retto laterale, mentre l'altra è formata da interneuroni che attraversando la linea mediana si fanno ascendenti nel fascicolo longitudinale mediale per terminare nel nucleo del nervo oculomotore. Tale legame mette in connessione i neuroni del muscolo retto laterale di un lato dell'abducente con quelli del muscolo retto mediale controlaterale dell'oculomotore permettendo movimenti orizzontali coniugati coordinati degli occhi.
Nel fare questo il nucleo abducente riceve coordinazioni dalla formazione reticolare paramediana pontina che riceve a sua volta afferenze dai collicoli superiori, dai nuclei vestibolari (che proiettano anche sul nucleo direttamente), dai campi oculari frontali e da una regione della corteccia specializzata nel controllo della mobilità oculare.
Il legame con i nuclei vestibolari è fondamentale per garantire uno spostamento degli occhi opposto a quello della testa permettendo di mantenere lo sguardo fisso su un oggetto anche con la testa in rotazione.

## Patologia
Il nervo abducente può essere affetto da neuropatia periferica o andare incontro a traumi e lesioni dovute ad infezioni che comportano paralisi del muscolo retto laterale. Questa causa incapacità a dirigere lateralmente l'occhio malato, essendo implicato nell'abduzione dell'occhio (strabismo convergente).
La lesione del nucleo del nervo abducente può interessare anche il nucleo del nervo faciale, posto nelle vicinanze, causando la paralisi di tutti i muscoli mimici omolaterali.
Altra possibile causa di una parziale o totale compromissione del nervo abducente è costituita da dilatazioni aneurismatiche dell'arteria carotide interna: ciò è dovuto allo stretto rapporto tra la tonaca avventizia del sifone carotideo intracavernoso ed il sesto nervo cranico, che perfora il seno cavernoso passando lateralmente alla carotide. Un'ulteriore espansione dell'aneurisma intracavernoso potrà coinvolgere gli altri nervi oculomotori (nervo trocleare e oculomotore comune) e le ultime due branche del nervo trigemino (nervo mascellare e mandibolare), che decorrono più lateralmente, più distanti rispetto alla carotide, dunque verranno sottoposti solo in un secondo momento a compressione e stress meccanico ad opera del vaso ematico in dilatazione.